# Romantyczność
Romantyczność – ballada Adama Mickiewicza, powszechnie uważana za literacki manifest romantyzmu w Polsce.
Napisana została końcem stycznia 1821 w Wilnie, wydana zaś jako pierwszy − nie licząc sentymentalnego wstępu pt. Pierwiosnek − utwór tomu Ballad i romansów z 1822. Stała się tym samym swoistym credo i otwarciem, nie tylko debiutanckiego tomu poezji Mickiewicza, ale również całej jego przyszłej drogi twórczej. Kontynuację tego krótkiego utworu stanowi motyw zawinionego cierpienia Gustawa z IV części Dziadów.
Fabuła utworu oparta na motywie miłosnym oszalałej z tęsknoty Karusi i zmarłego Jasieńka, stała się swego czasu pretekstem do głośnej walki o nowe autorytety moralne i poznawcze. Stanowiła również dialog pomiędzy głosem odchodzącej epoki Oświecenia a młodym pokoleniem romantyków, wprowadzając jakość egzystencjalną opartą na „czuciu i wierze”. Swego czasu utwór wywołał skandal m.in. ze względu na zawarty w nim osobisty rozrachunek poety ze swoim byłym profesorem − Janem Śniadeckim oraz nazbyt śmiałą erotykę.
Sława ballady dotarła również poza granice Polski, np. na język angielski przetłumaczył ją Wystan Hugh Auden.

## Informacje ogólne
Niektórzy badacze proponują podział romantyzmu na dwie fazy.
1. romantyzm negatywny
2. romantyzm pozytywny

Romantyczność jest sztandarowym dziełem wczesnej fazy rozwoju polskiego romantyzmu, nazywanej „romantyzmem negatywnym”. Klasyfikacja ta wynika z negacji, którą przepełniony jest utwór; podstawowym elementem przesłania stanowi bowiem bunt oraz „apel do wyobraźni”. Podstawowym przekazem Romantyczności jest zatem zawołanie do burzenia oświeceniowego ładu zamiast chęć budowania nowego na mocy poetyckiego geniuszu i Chateaubriandowego „geniuszu chrześcijaństwa”, która to chęć charakteryzowała późny romantyzm, tzw. „romantyzm pozytywny”.
Pomimo rozbudowanej sylwetki psychologicznej głównej bohaterki utworu oraz problematyki głęboko egzystencjalnej, na ogół do utworu Mickiewicza podchodzi się jako do dzieła programowego.

## Podłoże filozoficzne

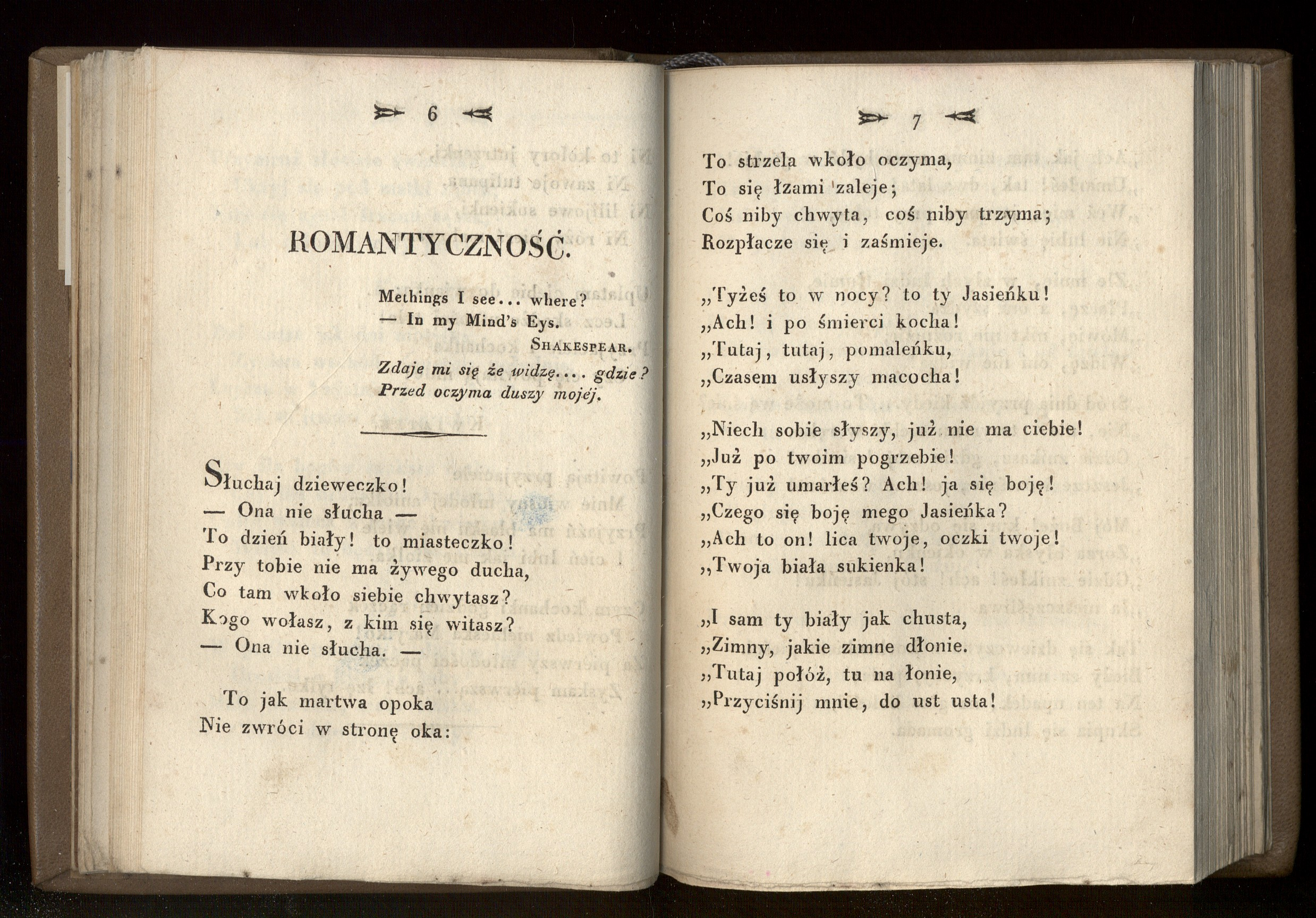
Początek utworu z widocznym mottem (wyd. 1823)

### Mind’s eyes− „czucie i wiara”
Mottem utworu uczynił Mickiewicz cytat z Hamleta Williama Szekspira:
Methinks, I see… where?

 – In my mind’s eyes.
„Oczy duszy” w ujęciu Mickiewicza nie ograniczają się jednak wyłącznie do sytuacji szekspirowskiej, bowiem ich rolę w utworze utwierdza przede wszystkim bogata tradycja filozoficzna. Romantyczne mówienie o zdolnościach poznawczych człowieka w pozarozumowych kategoriach miało swój formalny początek w dualistycznej filozofii Platona. W jego ujęciu „oczy duszy” stanowią bezcielesny podmiot zdolny do bezpośredniego oglądania idei platońskich, „postaci wiernego bytu”. Refleksję tę kontynuowali Cyceron i Lukrecjusz, wprowadzając pojęcie „oka wewnętrznego”, a także religia chrześcijańska z przesłaniem Pawła z Tarsu na czele.
W czasach nowożytnych fenomenem tym zajęła się filozofia Oświecenia. Nicolas Boileau mówił o „oczach duchowych”, ale rozumiał pod tym określeniem ni mniej, ni więcej − duszę mogącą widzieć jedynie dzięki rozumowi. Z kolei zdaniem Jeana Baptiste’a Racine’a „widzieć w duchu” oznaczało wizję prorocką, taką samą jaką wykazywały się wielkie postaci biblijne. Wszystko to było jednak dalekie temu, jak rozumiał to pojęcie Mickiewicz, a za nim − polscy romantycy. Pierwszym myślicielem, który dał podstawy pod nowe jakości poznania był Samuel Taylor Coleridge. Kolejnymi podporami okazali się być: apologeta „wyobraźni” William Blake oraz Johann Gottlieb Fichte.
Przede wszystkim, „oczy duszy” Romantyczności pogardzały poznaniem zmysłowym. Obok Wieszcza na czele tej krytyki stanął Maurycy Mochnacki, który pisał, że „oko pospolite” nie jest w stanie przeniknąć do „jądra natury”, ani do „tajemnic serca”. Mickiewiczowskie „czucie i wiara silniej mówi do mnie” zdradza cechy irracjonalne. W tym kontekście duchowe widzenie Karusi staje się swoistą łaską nadnaturalnego dostrzegania esencji rzeczy ukrytych przed „wzrokiem zewnętrznym”, ograniczanym przez zmysły bądź rozum. Istnieje przy tym zależność pomiędzy „okiem duszy” a wyobraźnią poetycką (twórczą − imagination, a nie odtwórczą − fancy), twórczą siłą przekształcania fantazmatu w rzeczywistość. W tej zdolności definiował Mickiewicz również romantyczne „Ja Absolutne”.

## ErotykaRomantyczności
Ballada Mickiewicza wywołała swego czasu skandal nie tylko przez wzgląd na śmiałe zrzucenie z piedestałów największych oświeceniowych autorytetów. Przyczynił się do tego również − perwersyjny jak na tamte czasy − erotyzm w zachowaniu głównej bohaterki utworu, skądinąd postawionej na świeczniku. Karusia, która zamieniwszy dzień w noc, upajała zmysły i pieściła się ze swoim zmarłym kochankiem, co więcej − na zaludnionym miejskim rynku, gorszyła starsze pokolenie, stojące na straży tego, co moralne.
Tutaj połóż, tu na łonie,

 Przyciśnij mnie, do ust usta!
Jak pisał Adam Ważyk, „ten ekshibicjonizm był tym bardziej gorszący, że czułostkowy, usiany pieszczotliwymi zdrobnieniami”.

## Nawiązania
Pewnego rodzaju kontynuację Romantyczności stanowi monolog rozpaczy Gustawa z IV części Dziadów.
O dziatki, wy się ze mnie śmiać nie powinniście!

 Słuchajcie, znałem pewną kobietę za młodu,

 Tak jak ja nieszczęśliwą, z takiego powodu!

 Miała takąż sukienkę i na głowie liście.

 Gdy weszła do wsi, cała wieś nawałem,

 Urągając się z jej biedy,

 Pędzi, śmieje się, wykrzyka,

 Podrzyźnia, palcem wytyka:

 Ja się raz tylko, raz tylko zaśmiałem!

 Kto wie, jeśli nie za to?... słuszne sądy Boże!

 Lecz któż mógł przewidzieć wtedy,

 Że ja podobną sukienkę włożę?
W literaturze światowej XIX wieku bliska Romantyczności jest ballada francuskiego parnasisty − Leconte de Lisle'a, Christine (1862).
Romantyczność stała się źródłem wielu nawiązań i odniesień w późniejszej literaturze polskiej. Nawiązywali do niej m.in. Juliusz Słowacki, Antoni Lange czy Władysław Broniewski.